# Daniel Craig
Daniel Wroughton Craig, född 2 mars 1968 i Chester, Cheshire, är en brittisk (engelsk) skådespelare, känd bland annat som den sjätte James Bond i filmerna Casino Royale (2006), Quantum of Solace (2008), Skyfall (2012), Spectre (2015) och No Time to Die (2021).

## Biografi
Craig föddes på 41 Liverpool Road i Chester, Cheshire, England. Hans far Tim Craig var värdshusvärd på pubarna "Ring o' Bells" i Frodsham och "The Boot Inn" i Tarporley. Tidigare hade han tjänstgjort som kadett i handelsflottan. Modern Carol Olivia Craig var lärare i konst och i musik.

### Som skådespelare
Craigs intresse för skådespeleri blev starkt motiverat av de besök som han gjorde med sin mor i Liverpool Everyman Theatre. Vid 6 års ålder började Craig agera i skolpjäser. Hans mor var den drivande kraften bakom hans konstnärliga ambitioner. Han fick senare en plats i Guildhall School of Music och drama i London, där han tog examen och började sin karriär på scenen.
Craig spelade Mikael Blomkvist i Hollywood-versionen av Stieg Larssons Millennium-trilogi. Filmen The Girl with the Dragon Tattoo hade premiär december 2011. Två uppföljare var planerade, men eftersom den första filmen inte tjänade in så mycket som tänkt blev projekten fördröjda.
Craig spelade med sin fru Rachel Weisz i en Broadwaypjäs kallad Betrayal, vilken framfördes från oktober 2013 till januari 2014.
I januari 2014 annonserades det att Craig skulle spela huvudrollen i ett domstolsdrama kallat The Whole Truth och regisserat av Courtney Hunt. I april 2014 hoppade Craig av projektet bara några dagar innan inspelningen skulle börja. I juni samma år ersattes Craig av Keanu Reeves.

### James Bond (2006–2021)
I början av februari 2005 namngavs Craig av olika medier som en möjlig kandidat för att ersätta Pierce Brosnan som James Bond. Den 6 april samma år rapporterades det att Craig hade undertecknat med EON Productions att medverka i minst fyra filmer med ett värde på 15 miljoner pund. Craig är den förste skådespelaren att skildra karaktären som är född efter att Bond-serien började och efter författaren Ian Flemings död.
Den 19 april 2010 var Craigs förväntade tredje Bondfilm försenad på grund av finansiella problem med MGM. Hans tredje film (Skyfall) släpptes den 23 oktober 2012, och var en del av det årslånga firandet av 50-årsdagen av Agent 007 med rätt att döda. Den 8 september 2012 meddelade Bond-producenterna att Craig hade skrivit på för de två kommande Bond-filmerna och inte fem som tidigare rapporterats. Detta skulle inkludera honom i totalt fem filmer, som skulle vara två färre än Roger Moores rekord av sju. Inspelningen av Craigs fjärde film (Spectre) påbörjades i december 2014 och pågick i över sju månader. Craig tog även del i historieutvecklingen och blev tilldelad titeln medproducent, vilket får honom att bli den förste Bond-skådespelaren att kallas så.
Craig har även repriserat sin roll som James Bond i TV-spelen 007: Quantum of Solace, Goldeneye 007 och Blood Stone 007. Under Invigningsceremonin vid olympiska sommarspelen 2012 medverkade Craig i en kortfilm som agent 007, James Bond, tillsammans med drottning Elizabeth II som sig själv. Denna kortfilm visades i den televiserade versionen av invigningen.
2021 blev han invald i Hollywood Walk of Fame.

## Privatliv
1993 gifte sig Daniel Craig med skådespelaren Fiona Loudon. Paret fick en dotter tillsammans men skilde sig 1994. Efter skilsmässan hade han till 2001 ett sju år långt förhållande med den tyska skådespelaren Heike Makatsch; mellan 2004 och 2010 hade han ett förhållande med filmproducenten Satsuki Mitchell.
År 2011 gifte han sig med skådespelaren Rachel Weisz. Vid vigseln i New York närvarade bara fyra vittnen, bland annat Craigs då 18-åriga dotter Ella och Weisz då 5-åriga son Henry. I september 2018 fick Craig och Weisz sitt första gemensamma barn.

## Filmografi
- 1992 – Ensam är stark
- 1993 – Zorro (TV-serie)
- 1993 – Drop the Dead Donkey (TV-serie)
- 1993 – Indiana Jones äventyr (TV-serie)
- 1993 – Between the Line (TV-serie)
- 1993 – Tillbaka till Aidensfield (TV-serie)
- 1995 – A Kid in King Arthur's court
- 1996 – Our Friends in the North (TV-serie)
- 1996 – Röster från andra sidan graven (TV-serie)
- 1996 – Moll Flanders (TV-serie)
- 1997 – Iskällaren (TV-serie)
- 1997 – The Hunger (TV-serie)
- 1998 – Love Is the Devil
- 1998 – Elizabeth
- 1998 – Love and Rage
- 1999 – Skyttegraven
- 2000 – Jag drömde om Afrika
- 2000 – Some Voices
- 2000 – Hotel Splendide
- 2001 – Män i vapen (miniserie)
- 2001 – Lara Croft: Tomb Raider
- 2002 – Copenhagen
- 2002 – Road to Perdition
- 2002 – Ten Minutes Older
- 2003 – The Mother
- 2003 – Sylvia
- 2004 – Layer Cake
- 2004 – Kärlekens raseri
- 2005 – The Jacket
- 2005 – Mannen utan öde
- 2005 – Döden väntar i Archangelsk
- 2005 – München
- 2006 – Infamous
- 2006 – Renaissance (röst)
- 2006 – Casino Royale
- 2007 – Guldkompassen
- 2007 – The Invasion
- 2008 – Hopplös och hatad av alla (cameo)
- 2008 – Flashbacks of a Fool (även producent)
- 2008 – Quantum of Solace
- 2008 – Motstånd
- 2010 – Goldeneye 007 & Blood Stone 007 (röst i tv-spel)
- 2011 – Cowboys & Aliens
- 2011 – Tintins äventyr: Enhörningens hemlighet
- 2011 – Dream House
- 2011 – The Girl with the Dragon Tattoo
- 2012 – Skyfall
- 2012 – Saturday Night Live (TV-serie)
- 2013 – One Life (röst)
- 2015 – Spectre (även producent)
- 2015 – Star Wars: The Force Awakens (cameo)
- 2017 – Logan Lucky
- 2017 – Kings
- 2017 – Comrade Detective (gästroll i TV-serie)
- 2019 – Knives Out
- 2021 – No Time to Die (även producent)
- 2021 – Being James Bond
- 2022 – Glass Onion: A Knives Out Mystery
- 2024 – Queer
- 2025 – Wake Up Dead Man: A Knives Out Mystery
- 2026 – Narnia: The Magician's Nephew

## Teaterroller (urval)
| År   | Roll     | Produktion                                 | Teater                 |
| 1993 | Joe Pitt | Angels in America (med Michael Gambon)     | Royal National Theatre |
| 1997 | Mickey   | Hurlyburly                                 | Old Vic                |
| 2002 | Bernard  | A Number (med Michael Gambon)              | Royal Court            |
| 2009 | Joey     | A Steady Rain (med Hugh Jackman)           | Broadway               |
| 2013 | Robert   | Betrayal (med Rachel Weisz och Rafe Spall) | Broadway               |
| 2016 | Iago     | Othello (med David Oyelowo)                | New York Theatre       |